# زيا إردال
زيا إردال (بالتركية: Ziya Erdal)‏ (5 يناير 1988 في تركيا - ) هو لاعب كرة قدم تركي في مركز الدفاع. لعب مع سيفاسبور وKırşehirspor ‏.

## وصلات خارجية
- زيا إردال على موقع الاتحاد الأوربي (الإنجليزية)
- زيا إردال على موقع اتحاد تركيا (لاعب) (الإنجليزية)
- زيا إردال على موقع قاعدة بيانات كرة القدم.إي يو (الإنجليزية)
- زيا إردال على موقع Soccerway.com (الإنجليزية)
- زيا إردال على موقع عالم كرة القدم.نت (الإنجليزية)